# Архелая (Савельева)
Игуменья Архелая (в миру Елена Флоровна Савельева (укр. Олена Флорівна Савельєва); 21 мая 1880, Киев — 29 октября 1957, Киев) — игуменья Покровского монастыря в Киеве.
Родилась 21 мая 1880 года в Киеве. В 1923—1937 годах работала в аптеках Киева. Во время Великой Отечественной войны организовала при Покровском монастыре амбулаторию, выдавала фиктивные справки, спасая граждан от немецкой каторги. Вместе с монахинями отказалась в 1943 году покинуть монастырь, закрывшись на 40 дней в подвале храма, пряча там 300 граждан от немцев.
В первый же день освобождения Киева игуменья Архелая благословила открыть на средства обители госпиталь на 100 мест, для которого были отведены лучшие монастырские помещения. Когда фронт отошёл дальше, на территории обители разместились военный эвакуационный госпиталь и Центральная железнодорожная больница, в которых все трудоспособные монахини несли послушание.
За организацию помощи раненым, игуменья Архелая была награждена медалью «За доблестный труд в Великой Отечественной войне 1941—1945 гг.».
Умерла 29 октября 1957 года. Похоронена в Киеве на Лукьяновском кладбище (участок № 17, ряд 7, место 20) рядом с основательницей монастыря Анастасией. На могиле установлен белый деревянный крест, внизу которого бронзовая табличка.